# BitTorrent tracker
Un tracker di BitTorrent è un server a cui ogni client della rete deve connettersi. Anche detto server traccia funziona come un elenco telefonico: sia i client che condividono file, sia quelli che li scaricano contattano il tracker a intervalli regolari (non troppo spesso altrimenti il tracker potrebbe bannarli, cioè non concedergli l'accesso) che provvede a fornire a ognuno di loro la lista degli altri client connessi che possiedono lo stesso file, permettendo così di connettersi reciprocamente.

## Tracker e indici
I tracker a cui il client si connetterà sono specificati nel file .torrent che contiene le informazioni necessarie alla condivisione (come l'hash del file).
Il tracker monitora i client che possiedono lo stesso file .torrent per poterli mettere in comunicazione e gestire le risorse (ad esempio un tracker può limitare il download a chi non compie sufficiente upload).

### Tracker pubblici
I tracker pubblici possono essere usati da chiunque aggiungendo l'indirizzo del tracker a un torrent esistente o inserendolo in un nuovo torrent.

### Tracker privati
Per usare i tracker privati è necessario registrarsi al loro sito. Il metodo per controllare le registrazioni è quello degli inviti, cioè un utente attivo può concedere un'autorizzazione a iscriversi al sito. Gli inviti, tipicamente mandati per email o tramite un codice, sono di norma concessi ad utenti che soddisfano determinati requisiti (es. un certo quantitativo di file condivisi o un determinato rapporto tra scaricamenti e caricamenti).